# Scotia (Californie)
Pour les articles homonymes, voir Scotia (homonymie).
Scotia est une zone désignée de recensement située dans le comté de Humboldt, en Californie, aux États-Unis.

## Géographie

### Démographie
Selon les données du recensement américain de 2010, la Nouvelle-Écosse a une superficie de 2,179 km2, dont la superficie terrestre est de 1,932 km2 et la superficie de l'eau est de 0,247 km2. La population locale a une population totale de 850 habitants et la densité de population est de 390 hab./km2.

### Climat
| Mois                                  | jan.    | fév.    | mars    | avril   | mai     | juin    | jui.    | août    | sep.    | oct.    | nov.    | déc.    | année   |
| ------------------------------------- | ------- | ------- | ------- | ------- | ------- | ------- | ------- | ------- | ------- | ------- | ------- | ------- | ------- |
| Température minimale moyenne (°C)     | 5,9     | 5,9     | 6,4     | 7,3     | 9,2     | 10,8    | 11,9    | 12,3    | 11,1    | 9,1     | 7,2     | 5,3     | 8,6     |
| Température moyenne (°C)              | 9,8     | 10,2    | 10,8    | 11,9    | 13,6    | 15,2    | 16,6    | 17,2    | 16,8    | 14,7    | 11,5    | 9,1     | 13,1    |
| Température maximale moyenne (°C)     | 13,7    | 14,3    | 15,1    | 16,4    | 18,2    | 19,6    | 21,1    | 22      | 22,5    | 20,3    | 15,9    | 12,8    | 17,7    |
| Record de froid (°C) date du record   | −7 1949 | −5 1989 | −2 1971 | 0 1976  | 1 1950  | 4 1991  | 4 1991  | 5 1957  | 3 1950  | −2 1971 | −3 1978 | −8 1932 | −8 1932 |
| Record de chaleur (°C) date du record | 24 1986 | 28 1930 | 30 1929 | 33 2014 | 36 2008 | 34 2019 | 32 2015 | 34 2020 | 40 2017 | 36 1980 | 27 1931 | 23 1963 | 40 2017 |
| Précipitations (mm)                   | 218,2   | 198,9   | 176     | 98,8    | 48,5    | 14,5    | 3,6     | 1,3     | 11,9    | 60,5    | 132,8   | 245,9   | 1 210,9 |
| dont neige (cm)                       | 0       | 0       | 0       | 0       | 0       | 0       | 0       | 0       | 0       | 0       | 0       | 0,5     | 0,5     |
| Nombre de jours avec précipitations   | 17,4    | 15,1    | 16,3    | 13,6    | 9,7     | 5       | 1,9     | 1,6     | 2,9     | 7       | 13,9    | 17,6    | 122     |
| Nombre de jours avec neige            | 0       | 0       | 0       | 0       | 0       | 0       | 0       | 0       | 0       | 0       | 0       | 0,03    | 0,03    |